# Waingongoro (fleuve)
Le Waingongoro  (en anglais : Waingongoro River) est un cours d’eau de la région de Taranaki dans l’Île du Nord de la Nouvelle-Zélande.

## Géographie
Il s’écoule initialement vers le sud-est à partir des pentes du mont Taranaki/Egmont et passe à travers la ville d’Eltham avant de virer au sud-ouest pour atteindre la côte à 5 kilomètres à l’ouest de la ville de Hawera.